# ناحیه نوشکی
ناحیه نوشکی (به انگلیسی: Nushki District) یکی از ناحیه‌های پاکستان در پاکستان است که در نوشکی واقع شده‌است. ناحیه نوشکی ۱۷۸٬۷۹۶ نفر جمعیت دارد.